# Еланкур (Ивлен)
Еланкур (фр. Élancourt) насеље је и општина у Француској у региону Париски регион, у департману Ивлен која припада префектури Рамбује.
По подацима из 2005. године у општини је живело 27.643 становника, а густина насељености је износила 2823,6 становника/km². Општина се простире на површини од 9,79 km². Налази се на средњој надморској висини од 133 метара (максималној 175 m, а минималној 100 m).

## Демографија
| 1962. | 1968. | 1975.  | 1982.  | 1990.  | 1999.  | 2011.  |
| ----- | ----- | ------ | ------ | ------ | ------ | ------ |
| 729   | 861   | 10 629 | 20 129 | 22.584 | 26.655 | 26.389 |

График промене броја становника у току последњих година